# Xu Huaiwen
Xu Huaiwen, 徐怀雯, Xú Huáiwén, (* 2. August 1975 in Guiyang, Guizhou, Volksrepublik China) ist eine deutsche ehemalige Badminton-Spielerin und -Trainerin chinesischer Herkunft. Xu selbst bevorzugt mit „Huaiwen Xu“ die dem Deutschen angepasste Schreibweise ihres Namens. Ihre Mutter war in der Sportart Basketball als Spielerin und Trainerin aktiv. Der Vater von Xu hat gleiches im Volleyball gemacht.

## Karriere
1994 bis 1996 wurde sie jeweils Dritte bei den chinesischen Meisterschaften, von 1997 bis 1998 war sie Mitglied der chinesischen Badmintonnationalmannschaft, wo die 1,60 m große Rechtshänderin den Verantwortlichen allerdings zu klein erschien und schließlich nicht mehr nominiert wurde. 1998 trat sie zum ersten Mal bei einem internationalen Turnier an, den Thailand Open. Ab September 2000 lebte sie in Deutschland und spielte zuerst für den VfB Friedrichshafen in der Badminton-Bundesliga. In diesem Jahr gewann sie auch ihr erstes Turnier, die BMW Open 2000. 2003 wechselte Xu zum 1. BC Bischmisheim und bekam im selben Jahr im November die deutsche Staatsangehörigkeit. Ihre ersten Titel für Deutschland holte sie bei den Finnish International und den Scottish Open 2003. 2004 nahm sie für Deutschland an den Olympischen Sommerspielen in Athen teil, wo sie in der ersten Runde knapp in drei Sätzen an der späteren Bronzemedaillengewinnerin Zhou Mi aus China scheiterte. 2004 und 2005 wurde sie deutsche Meisterin im Dameneinzel. Bei den Weltmeisterschaften im August 2005 in Anaheim gewann sie als Dritte im Dameneinzel die erste WM-Medaille überhaupt für den DBV. Im gleichen Jahr siegte sie bei den Dutch Open.
Zum Auftakt des Jahres 2006 gewann sie am 8. Januar das Dameneinzel der Swiss Open in Basel, das drittwichtigste europäische Grand-Prix-Turnier. Im Finale stand ihr Zhu Lin gegenüber. Am 5. Februar folgte die erfolgreiche Verteidigung und damit der dritte Titel hintereinander als deutsche Meisterin im Dameneinzel in zwei Sätzen (11:2 und 11:9) gegen Petra Overzier. Am 16. April 2006 schaffte sie es, nach 32 Jahren wieder einen Europameisterschaftstitel im Damen Einzel für den DBV zu gewinnen. Sie gewann im Finale gegen die Zweite der Olympischen Spiele von Athen, Mia Audina. In der wöchentlich aktualisierten Weltrangliste vom 22. Juni 2006 belegte sie als erste Spielerin in der Geschichte des DBV den 1. Platz. Bei der Badminton Individual WM erreichte Xu 2006 in Madrid das Halbfinale, verlor aber dort gegen Xie Xingfang aus der Volksrepublik China. Am 29. Oktober 2006 gewann Huaiwen Xu zum vierten Mal in Folge das Finale im Dameneinzel der Bitburger Open, einem 2-Sterne-Grand-Prix-Turnier.
Am ersten Wochenende im Februar 2007 verteidigte Xu erfolgreich den Titel deutsche Meisterin im Dameneinzel gegen Juliane Schenk. Auch verteidigte sie zusammen mit der Mannschaft erfolgreich den Titel des deutschen Badmintonmeisters mit dem 1. BC Bischmisheim. Ende Oktober 2007 wechselte sie bei der Schlägermarke von Babolat zu Yonex.
2008 gewann sie erneut die deutsche Meisterschaft im Dameneinzel. Dazu kam ein dritter Platz bei der Mannschaftseuropameisterschaft (europäische Qualifikation für die Endrunde Uber Cup). Bei den Korea Open 2008 ging es bis in das Viertelfinale. Bei den All England und den Badminton Swiss Open erreichte sie jeweils das Halbfinale. Auch verteidigte sie ihren Titel als Europameisterin im Dameneinzel erfolgreich. Im Juli 2008 gewann Huaiwen Xu das Finale im Dameneinzel gegen Juliane Schenk bei den Russian International White Nights 2008. Bei den Olympischen Sommerspielen 2008 in Peking, bei denen sie an Position 7 gesetzt wurde, traf sie in der ersten Runde auf die finnische Spielerin Anu Nieminen, welche sie in zwei Sätzen besiegte. Im Achtelfinale konnte Xu sich in zwei Sätzen mit 21:10 und 21:7 gegen die Britin Tracey Hallam durchsetzen. Im Viertelfinale verlor sie in zwei Sätzen mit 21:19 und 22:20 gegen die an Position 1 gesetzte und Weltranglisten-Erste Xie Xingfang. Damit war sie die erste für den DBV spielende Starterin, die bei Olympischen Spielen ein Viertelfinale erreicht hat. Xu gab im Februar 2009 bekannt, dass sie ihre Karriere im Laufe des Jahres 2009 bei kleineren Turnieren ausklingen lasse, Motivationsprobleme seien der Hauptgrund für den Rückzug ins Privatleben.
Es stellte sich dann heraus, dass es gesundheitliche Probleme (Knie) waren, die zum Ende der Karriere führten. Letzte Spiele waren dann die Badminton Swiss Open 2009 in Basel, die erfolgreiche Verteidigung des Mannschaftsmeistertitels mit dem 1. BC Bischmisheim und das Platzierungsspiel bei der Finalrunde des Sudirman Cup in Guangzhou gegen Frankreich am 13. Mai 2009.
Am 1. Juli 2009 ging sie mit ihrem Mann nach Seattle, um dort ein Studium zu beginnen. Sie war nebenbei Trainerin des The Bellevue Badminton Club in Bellevue in der Nähe von Seattle.
Am 17. Februar 2011 gab der Niederländische Badminton Verband (Nederlands Badminton Bond) auf seiner Webseite bekannt, dass Huaiwen Xu einen Vertrag als niederländische Nationaltrainerin vom 1. April 2011 bis zum 31. Dezember 2012 bekommt (Die Stelle war international ausgeschrieben).
Nachdem die Arbeit für den NBB beendet war, ist Huaiwen Xu nach Glasgow gezogen und trainiert dort die nationale Jugendauswahl von Schottland.

## Auszeichnungen
- 2006 Sportlerin des Jahres im Saarland
- 2005 Zweite bei der Wahl zur Sportlerin des Jahres im Saarland
- 2008 Verleihung des Silbernen Lorbeerblattes

## Sportliche Erfolge
| Saison    | Veranstaltung                     | Disziplin   | Platz | Name |
| --------- | --------------------------------- | ----------- | ----- | --- |
| 2000      | Volant d’Or de Toulouse           | Dameneinzel | 1     | Xu Huaiwen |
| 2000      | Bitburger Open                    | Dameneinzel | 1     | Xu Huaiwen |
| 2000      | Bitburger Open                    | Damendoppel | 1     | Claudia Vogelgsang / Xu Huaiwen |
| 2000/2001 | Deutsche Mannschaftsmeisterschaft | Mannschaft  | 2     | VfB Friedrichshafen (Niels Christian Kaldau, Xu Huaiwen, Lars Paaske, Nicol Pitro, Björn Siegemund, Claudia Vogelgsang, Ingo Kindervater, Bettina Mayer, Dennis Lens, Michael Fuchs, Peter Weinert, Falko Schmidt)    |
| 2001      | Dutch Open                        | Damendoppel | 1     | Anastasia Russkikh / Xu Huaiwen |
| 2001      | Swiss Open                        | Dameneinzel | 2     | Xu Huaiwen |
| 2001/2002 | Deutsche Mannschaftsmeisterschaft | Mannschaft  | 2     | VfB Friedrichshafen (Henrik Bengtsson, Tomas Johansson, Ingo Kindervater, Lars Paaske, Michael Pongratz, Björn Siegemund, Peter Weinert, Rasmus Wengberg, Xu Huaiwen, Bettina Mayer, Nicol Pitro, Claudia Vogelgsang) |
| 2002/2003 | Deutsche Mannschaftsmeisterschaft | Mannschaft  | 3     | VfB Friedrichshafen (Niels Christian Kaldau, Lars Paaske, Björn Siegemund, Ingo Kindervater, Dennis Lens, Michael Fuchs, Peter Weinert, Falko Schmidt, Xu Huaiwen, Nicol Pitro, Claudia Vogelgsang, Bettina Mayer)    |
| 2003      | Polish International              | Dameneinzel | 1     | Xu Huaiwen |
| 2003      | Bitburger Open                    | Dameneinzel | 1     | Xu Huaiwen |
| 2003      | Finnish International             | Dameneinzel | 1     | Xu Huaiwen |
| 2003      | Austrian International            | Dameneinzel | 1     | Xu Huaiwen |
| 2003      | Scottish Open                     | Dameneinzel | 1     | Xu Huaiwen |
| 2003      | Spanish International             | Dameneinzel | 1     | Xu Huaiwen |
| 2003      | Giraldilla International          | Dameneinzel | 1     | Xu Huaiwen |
| 2003/2004 | Deutsche Mannschaftsmeisterschaft | Mannschaft  | 3     | 1. BC Bischmisheim (Janine Göbbel, Natascha Thome, Colin Haughton, Joachim Tesche, Michael Keck, Carola Bott, Carina Mette, Thomas Tesche, Kristof Hopp, Xu Huaiwen, Michael Fuchs, Nikhil Kanetkar)                  |
| 2003/2004 | Deutsche Einzelmeisterschaft      | Dameneinzel | 1     | Xu Huaiwen (1. BC Bischmisheim) |
| 2004      | Bitburger Open                    | Dameneinzel | 1     | Xu Huaiwen |
| 2004      | Swedish International Stockholm   | Dameneinzel | 2     | Xu Huaiwen |
| 2004      | Olympia                           | Dameneinzel | 17    | Xu Huaiwen |
| 2004/2005 | Deutsche Einzelmeisterschaft      | Dameneinzel | 1     | Xu Huaiwen (1. BC Bischmisheim) |
| 2004/2005 | Deutsche Mannschaftsmeisterschaft | Mannschaft  | 3     | 1. BC Bischmisheim (Kristof Hopp, Michael Fuchs, Eric Pang, Michael Keck, Thomas Tesche, Joachim Tesche, Nikhil Kanetkar, Xu Huaiwen, Carina Mette)                                                                   |
| 2004/2005 | Deutsche Einzelmeisterschaft      | Damendoppel | 3     | Xu Huaiwen / Carina Mette (1. BC Bischmisheim) |
| 2005      | Thailand Open                     | Dameneinzel | 2     | Xu Huaiwen |
| 2005      | Weltmeisterschaft                 | Dameneinzel | 3     | Xu Huaiwen |
| 2005      | Belgian International             | Dameneinzel | 1     | Xu Huaiwen |
| 2005      | Bitburger Open                    | Dameneinzel | 1     | Xu Huaiwen |
| 2005      | Greece International              | Dameneinzel | 1     | Xu Huaiwen |
| 2005      | Dutch Open                        | Dameneinzel | 1     | Xu Huaiwen |
| 2005/2006 | Deutsche Mannschaftsmeisterschaft | Mannschaft  | 1     | 1. BC Bischmisheim (Eric Pang, Holvy de Pauv, Kristof Hopp, Michael Fuchs, Ville Lang, Thomas Tesche, Joachim Tesche, Kathrin Piotrowski, Xu Huaiwen)                                                                 |
| 2005/2006 | Deutsche Einzelmeisterschaft      | Dameneinzel | 1     | Xu Huaiwen (1. BC Bischmisheim) |
| 2006      | Taiwan Open                       | Dameneinzel | 3     | Xu Huaiwen |
| 2006      | Weltmeisterschaft                 | Dameneinzel | 3     | Xu Huaiwen |
| 2006      | Bitburger Open                    | Dameneinzel | 1     | Xu Huaiwen |
| 2006      | Europameisterschaft               | Dameneinzel | 1     | Xu Huaiwen |
| 2006      | Swiss Open                        | Dameneinzel | 1     | Xu Huaiwen |
| 2006/2007 | Deutsche Einzelmeisterschaft      | Dameneinzel | 1     | Xu Huaiwen (1. BC Bischmisheim) |
| 2006/2007 | Deutsche Mannschaftsmeisterschaft | Mannschaft  | 1     | 1. BC Bischmisheim (Kristof Hopp, Michael Fuchs, Jochen Cassel, Thomas Tesche, Vladislav Druzchenko, Xu Huaiwen, Kathrin Piotrowski)                                                                                  |
| 2007      | Swiss Open                        | Dameneinzel | 3     | Xu Huaiwen |
| 2007      | Copenhagen Masters                | Dameneinzel | 1     | Xu Huaiwen |
| 2007/2008 | Deutsche Einzelmeisterschaft      | Dameneinzel | 1     | Xu Huaiwen (1. BC Bischmisheim) |
| 2007/2008 | Deutsche Mannschaftsmeisterschaft | Mannschaft  | 1     | 1. BC Bischmisheim (Jochen Cassel, Vladislav Druzchenko, Michael Fuchs, Kristof Hopp, Kęstutis Navickas, Marcel Reuter, Roman Spitko, Thomas Tesche, Xu Huaiwen, Johanna Persson)                                     |
| 2008      | Europameisterschaft               | Dameneinzel | 1     | Xu Huaiwen |
| 2008      | Olympia                           | Dameneinzel | 5     | Xu Huaiwen |
| 2008      | St. Petersburg White Nights       | Dameneinzel | 1     | Xu Huaiwen |